# Chen Rong (malarz)
Chen Rong (chiń. upr. 陈容; chiń. trad. 陳容; pinyin Chén Róng; ur. 1200, zm. 1266) – malarz chiński z czasów dynastii Song.
Ceniony jako twórca mistrzowskich przedstawień smoków, zazwyczaj wyłaniających się spośród chmur lub fal morskich. Według współczesnego mu Tang Hou, Chen tworzył swoje obrazy wylewając po pijanemu tusz i następnie wykańczając detale pędzlem. Za największe z osiągnięć artystycznych Chen Ronga uważa się zwój Dziewięć smoków, znajdujący się obecnie w Museum of Fine Arts w Bostonie.